# Malinówka (rejon święciański)
Malinówka (lit. Malinovka) – chutor na Litwie, w okręgu wileńskim, w rejonie święciańskim, w gminie Maguny.
Dawniej używana nazwa – Malinówka Apuszyńska.

## Historia
W czasach zaborów zaścianek w gminie Kiemieliszki, w powiecie święciańskim, w guberni wileńskiej Imperium Rosyjskiego.
W dwudziestoleciu międzywojennym miasteczko leżało w Polsce, w województwie wileńskim, w powiecie święciańskim, w gminie Kiemieliszki.
W 1931 w 2 domach zamieszkiwało 5 osób.
Od 1945 roku w Litewskiej Socjalistycznej Republice Radzieckiej.
Od 1990 na niepodległej Litwie.